# Ostseepokal (Handball) 1977
Der Ostseepokal 1977 oder Baltic-Cup 1977 war die neunte Austragung des Handballturniers für Nationalmannschaften. Gespielt wurde vom 11. bis 15. Januar 1977 in drei Städten der Deutschen Demokratischen Republik.
Die DDR gewann als Gastgeber das Finale mit 19:13 (8:6) gegen die Sowjetunion und sicherte sich zum fünften Mal den Titel. Den dritten Platz belegte Polen nach einem 26:25-Erfolg nach Verlängerung im kleinen Finale gegen die Bundesrepublik Deutschland.

## Spielorte
- Sporthalle Marienehe, Rostock – vier Vorrundenspiel, Spiel um Platz 7 und das Finale
- Sport- und Kongresshalle, Schwerin – vier Vorrundenspiele, Spiel um Platz 5 und Spiel um Platz 3
- Sporthalle, Wismar – vier Vorrundenspiele

## Modus
In dieser Austragung spielten in der Vorrunde acht Mannschaften in zwei Vierer-Gruppen im Modus „Jeder-gegen-jeden“. In der Finalrunde spielten die Mannschaften der beiden Gruppen gemäß ihren Gruppen-Platzierungen gegeneinander.

## Spielplan

### Vorrunde

#### Gruppe A
| 11. Januar 1977 17:30 Uhr | Sowjetunion                      | 32:22   | DDR Junioren         | Sporthalle Marienehe, Rostock |
| 11. Januar 1977 17:30 Uhr | meiste Tore: Gassi, Krawzow je 6 | (17:12) | meiste Tore: Rothe 7 | Sporthalle Marienehe, Rostock |
| 11. Januar 1977 17:30 Uhr | Strafen: 1×                      |         | Strafen: 1×          | Sporthalle Marienehe, Rostock |

| 11. Januar 1977 18:30 Uhr | Schweden                    | 17:19 | BR Deutschland                 | Sport- und Kongresshalle, Schwerin |
| 11. Januar 1977 18:30 Uhr | meiste Tore: Bo Andersson 4 | (5:9) | meiste Tore: Brand, Ehret je 4 | Sport- und Kongresshalle, Schwerin |
| 11. Januar 1977 18:30 Uhr | Strafen: 1×                 |       |                                | Sport- und Kongresshalle, Schwerin |

| 12. Januar 1977 18:30 Uhr | Sowjetunion          | 23:16  | Schweden                             | Sporthalle Marienehe, Rostock |
| 12. Januar 1977 18:30 Uhr | meiste Tore: Gassi 9 | (10:8) | meiste Tore: Jönsson, Söderberg je 4 | Sporthalle Marienehe, Rostock |
| 12. Januar 1977 18:30 Uhr | Strafen: 4×          |        | Strafen: 1×                          | Sporthalle Marienehe, Rostock |

| 12. Januar 1977 18:30 Uhr | BR Deutschland           | 18:14  | DDR Junioren         | Sporthalle, Wismar |
| 12. Januar 1977 18:30 Uhr | meiste Tore: Klühspies 5 | (10:8) | meiste Tore: Rothe 5 | Sporthalle, Wismar |
| 12. Januar 1977 18:30 Uhr | Strafen: 2×              |        | Strafen: 1×          | Sporthalle, Wismar |

| 13. Januar 1977 17:30 Uhr | Schweden                               | 25:19  | DDR Junioren         | Sporthalle, Wismar |
| 13. Januar 1977 17:30 Uhr | meiste Tore: Rasmussen, Söderberg je 6 | (12:8) | meiste Tore: Rothe 6 | Sporthalle, Wismar |
| 13. Januar 1977 17:30 Uhr | Strafen: 3×                            |        | Strafen: 1×          | Sporthalle, Wismar |

| 13. Januar 1977 18:30 Uhr | Sowjetunion                       | 23:21  | BR Deutschland                      | Sport- und Kongresshalle, Schwerin |
| 13. Januar 1977 18:30 Uhr | meiste Tore: Gassi, Kidjajew je 5 | (12:9) | meiste Tore: Deckarm, Spengler je 4 | Sport- und Kongresshalle, Schwerin |
| 13. Januar 1977 18:30 Uhr | Strafen: 3×                       |        |                                     | Sport- und Kongresshalle, Schwerin |

| Pl. | Land           | Sp. | S | U | N | Tore    | Diff. | Punkte |
| --- | -------------- | --- | - | - | - | ------- | ----- | ------ |
| 1.  | Sowjetunion    | 3   | 3 | 0 | 0 | 078:590 | +19   | 06:00  |
| 2.  | BR Deutschland | 3   | 2 | 0 | 1 | 058:540 | +4    | 04:20  |
| 3.  | Schweden       | 3   | 1 | 0 | 2 | 058:610 | −3    | 02:40  |
| 4.  | DDR Junioren   | 3   | 0 | 0 | 3 | 055:750 | −20   | 00:60  |

Platzierungskriterien: 1. Punkte – 2. Tordifferenz – 3. geschossene Tore

#### Gruppe B
| 11. Januar 1977 18:30 Uhr | Polen                                  | 26:25   | Dänemark                    | Sporthalle, Wismar |
| 11. Januar 1977 18:30 Uhr | meiste Tore: Kałuziński, Przybysz je 6 | (17:11) | meiste Tore: Dahl-Nielsen 9 | Sporthalle, Wismar |
| 11. Januar 1977 18:30 Uhr | Strafen: 5×                            |         | Strafen: 1×                 | Sporthalle, Wismar |

| 11. Januar 1977 19:00 Uhr | Norwegen              | 15:24  | DDR A               | Sporthalle Marienehe, Rostock |
| 11. Januar 1977 19:00 Uhr | meiste Tore: Gundem 6 | (5:12) | meiste Tore: Wahl 5 | Sporthalle Marienehe, Rostock |
| 11. Januar 1977 19:00 Uhr |                       |        |                     | Sporthalle Marienehe, Rostock |

| 12. Januar 1977 17:30 Uhr | Polen                   | 27:22       | Norwegen                               | Sport- und Kongresshalle, Schwerin |
| 12. Januar 1977 17:30 Uhr | meiste Tore: Przybysz 8 | (17:13)     | meiste Tore: Ingebrigtsen, Gjerde je 6 | Sport- und Kongresshalle, Schwerin |
| 12. Januar 1977 17:30 Uhr |                         | Strafen: 3× |                                        | Sport- und Kongresshalle, Schwerin |

| 12. Januar 1977 19:00 Uhr | DDR A                 | 20:18   | Dänemark            | Sport- und Kongresshalle, Schwerin |
| 12. Januar 1977 19:00 Uhr | meiste Tore: Gruner 6 | (11:12) | meiste Tore: Bock 6 | Sport- und Kongresshalle, Schwerin |
| 12. Januar 1977 19:00 Uhr | Strafen: 1×           |         | Strafen: 2×         | Sport- und Kongresshalle, Schwerin |

| 13. Januar 1977 18:30 Uhr | Dänemark                    | 16:18 | Norwegen              | Sporthalle Marienehe, Rostock |
| 13. Januar 1977 18:30 Uhr | meiste Tore: Dahl-Nielsen 9 | (9:9) | meiste Tore: Gundem 4 | Sporthalle Marienehe, Rostock |
| 13. Januar 1977 18:30 Uhr | Strafen: 1×                 |       | Strafen: 3×           | Sporthalle Marienehe, Rostock |

| 13. Januar 1977 19:00 Uhr | Polen                                  | 23:27   | DDR A                 | Sporthalle, Wismar |
| 13. Januar 1977 19:00 Uhr | meiste Tore: Kuleczka, Kałuziński je 6 | (13:16) | meiste Tore: Gruner 6 | Sporthalle, Wismar |
| 13. Januar 1977 19:00 Uhr | Strafen: 1×                            |         | Strafen: 4×           | Sporthalle, Wismar |

| Pl. | Land     | Sp. | S | U | N | Tore    | Diff. | Punkte |
| --- | -------- | --- | - | - | - | ------- | ----- | ------ |
| 1.  | DDR A    | 3   | 3 | 0 | 0 | 071:560 | +15   | 06:00  |
| 2.  | Polen    | 3   | 2 | 0 | 1 | 076:740 | +2    | 04:20  |
| 3.  | Norwegen | 3   | 1 | 0 | 2 | 055:670 | −12   | 02:40  |
| 4.  | Dänemark | 3   | 0 | 0 | 3 | 059:640 | −5    | 00:60  |

Platzierungskriterien: 1. Punkte – 2. Tordifferenz – 3. geschossene Tore

### Endrunde

#### Finale
| 15. Januar 1977 17:30 Uhr | Sowjetunion               | 13:19 | DDR A                           | Sporthalle Marienehe, Rostock Schiedsrichter: Ischer, Rykart |
| 15. Januar 1977 17:30 Uhr | meiste Tore: Anpilogowi 5 | (6:8) | meiste Tore: Böhme, Gruner je 4 | Sporthalle Marienehe, Rostock Schiedsrichter: Ischer, Rykart |
| 15. Januar 1977 17:30 Uhr | Strafen: 3×               |       | Strafen: 3×                     | Sporthalle Marienehe, Rostock Schiedsrichter: Ischer, Rykart |

#### Spiel um Platz 3
| 15. Januar 1977 16:30 Uhr | BR Deutschland          | 25:26 n. V.      | Polen                   | Sport- und Kongresshalle, Schwerin Zuschauer: 5.500 |
| 15. Januar 1977 16:30 Uhr | meiste Tore: Spengler 7 | (13:12), (23:23) | meiste Tore: Przybysz 9 | Sport- und Kongresshalle, Schwerin Zuschauer: 5.500 |
| 15. Januar 1977 16:30 Uhr | Strafen: 3×             |                  | Strafen: 3×             | Sport- und Kongresshalle, Schwerin Zuschauer: 5.500 |

#### Spiel um Platz 5
| 15. Januar 1977 15:00 Uhr | Schweden                 | 20:23  | Norwegen                    | Sport- und Kongresshalle, Schwerin |
| 15. Januar 1977 15:00 Uhr | meiste Tore: Söderberg 8 | (9:11) | meiste Tore: Ingebrigtsen 6 | Sport- und Kongresshalle, Schwerin |
| 15. Januar 1977 15:00 Uhr | Strafen: 3×              |        | Strafen: 4×                 | Sport- und Kongresshalle, Schwerin |

#### Spiel um Platz 7
| 15. Januar 1977 16:00 Uhr | DDR Junioren                       | 24:22   | Dänemark                   | Sporthalle Marienehe, Rostock |
| 15. Januar 1977 16:00 Uhr | meiste Tore: Vollgold, Keller je 5 | (12:12) | meiste Tore: Jacobsgaard 7 | Sporthalle Marienehe, Rostock |
| 15. Januar 1977 16:00 Uhr | Strafen: 1×                        |         | Strafen: 1×                | Sporthalle Marienehe, Rostock |

## Aufgebote
| 1. A | 2. | 3. | 4. |
| --- | --- | --- | --- |
| Jörg Paulick 1/– (Torwart) Wieland Schmidt 4/– (Torwart) Siegfried Voigt 2/– (Torwart) Wolfgang Böhme 4/14 Günter Dreibrodt 3/9 Hans Engel 3/4 Klaus Gruner 4/20 Jürgen Hildebrand 4/6 Rainer Höft 3/10 Hartmut Krüger 1/1 Peter Rost 4/5 Dietmar Schmidt 4/11 Reinhard Schütte 3/4 Walter Smuch 2/1 Frank-Michael Wahl 4/5 | Mychajlo Ischtschenko (Torwart) Mykola Tomin (Torwart) Aleksandre Anpilogowi 15 Waleri Gassi 24 Wassili Iljin 3 Wladimir Maximow 9 Juri Kidjajew 12 Juri Klimow 6 Wladimir Krawzow 12 Serhij Kuschnirjuk 6 Oleksandr Rjesanow 4 | Andrej Kącki (Torwart) Janusz Malisz (Torwart) Jerzy Garpiel 1 Alfred Kałuziński 23 Jerzy Kuleczka 20 Henryk Malek 5 Jan Mańkowski 2 Ryszard Przybysz 27 Wacław Smagacz 10 Zbigniew Tłuczyński 5 Zbigniew Tomaszewski 3 Marek Wiłkowski 4 Mariusz Zalewski 1 | Manfred Hofmann (Torwart) Rainer Niemeyer (Torwart) Rudi Rauer (Torwart) Richard Boczkowski 3 Heiner Brand 12 Joachim Deckarm 15 Arno Ehret 5 Jochen Frank 10 Harry Keller 5 Kurt Klühspies 13 Gerhard Leibiger 1 Horst Spengler 14 Willi Weiß 5 |
| erzielte Tore hinter dem Namen – bei der DDR Spiele/Tore | | | |
| Paul Tiedemann (Trainer) | Anatolyj Ewtuschenko (Trainer) | Stanisław Majorek (Trainer) | Vlado Stenzel (Trainer) |

| 5. | 6. | 7. Junioren | 8. |
| --- | --- | --- | --- |
| Tom Jansen (Torwart) Morgan Juul (Torwart) Bjørn Steive (Torwart) Terje Ekeberg Per Otto Furuseth 4 Anders Gjerde 16 Kristen Grislingås 3 Ole Gundem 15 Geir Haugstveit Gunnar Øystein Helgevold 1 Trond Ingebrigtsen 15 Sven-Tore Jacobsen 1 Erik Ragnar Nessem 14 Per Ringså 3 Rune Sterner 6 | Thomas Andersson (Torwart) Claes Hellgren (Torwart) Jörgen Abrahamsson 4 Bo Andersson 8 Ingemar Andersson 9 Dan Eriksson 7 Sven-Åke Frick 1 Tomas Gustafsson 2 Lars-Göran Jönsson 9 Curt Magnusson 2 Olle Olsson 2 Basti Rasmussen 15 Claes Ribendahl 1 Bertil Söderberg 18 | Jochen Beßler (Torwart) Andreas Henke (Torwart) Gunar Schimrock (Torwart) Bernd Ast 2 Frank Buder 4 Uwe Keller 8 Bernd Konrad 2 Roland Kuck 9 Ronald Meyer 7 Volker Musick 2 Andreas Pester 2 Udo Rothe 20 Wolfgang Schmid 5 Axel Vollgold 7 Ingolf Wiegert 11 | Mogens Jeppesen (Torwart) Kay Jørgensen (Torwart) Ole Nørskov Sørensen (Torwart) Lars Avngaard Søren Andersen 13 Michael Jørn Berg 2 Lars Bock 9 Anders Dahl-Nielsen 23 Morten Engelstoft 2 Henrik Jacobsgaard 11 Palle Jensen 7 Bent Larsen 7 Bjørn Larsen 2 Ole Lindquist 3 Søren Skouborg 2 |
| erzielte Tore hinter dem Namen | | | |
| Thor Nohr (Trainer) | Bertil Andersén (Trainer) | (Trainer) | Leif Mikkelsen (Trainer) |

## Torschützenliste
| Pl. | Name                | Land         | Tore | T/S  |
| --- | ------------------- | ------------ | ---- | ---- |
| 1   | Ryszard Przybysz    | Polen        | 27   | 6,75 |
| 2   | Waleri Gassi        | Sowjetunion  | 24   | 6    |
| 3   | Alfred Kałuziński   | Polen        | 23   | 5,75 |
| 3   | Anders Dahl-Nielsen | Dänemark     | 23   | 5,75 |
| 5   | Klaus Gruner        | DDR          | 20   | 5    |
| 5   | Jerzy Kuleczka      | Polen        | 20   | 5    |
| 5   | Udo Rothe           | DDR Junioren | 20   | 5    |